# Vildvin
Vildvin (Parthenocissus) er en planteslægt med kun få arter. Her nævnes kun de, som er almindeligt dyrket i Danmark.
| Arter |

- Almindelig Vildvin (Parthenocissus vitacea)
- Klatre-Vildvin (Parthenocissus quinquefolia) eller Fembladet Vildvin
- Rådhus-Vin (Parthenocissus tricuspidata)